# Притыкино (Тотемский район)
Притыкино — деревня в Тотемском районе Вологодской области.
Входит в состав Пятовского сельского поселения, с точки зрения административно-территориального деления — в Пятовский сельсовет.
Расположена на правом берегу реки Пёсья Деньга. Расстояние по автодороге до районного центра Тотьмы — 2 км, до центра муниципального образования деревни Пятовская — 3 км.
По переписи 2002 года население — 8 человек.